# 图书封面
書皮是一種覆蓋內頁的保護性封皮。大概最早的形式是以檔案為基礎。如檔案內的內容不用時常更換，就便用繩，或膠水，把內頁固定於書皮內。在19世紀，由於書籍貴重，人們用木板、皮革、金、銀為書皮。隨著技術的發展，書的價格下降，用木板等材料為書皮，不再合乎經濟。取而代之的有布和紙。而用布和紙，人們還可以在其上加以印刷。使書更精美。現今為方便書籍的電腦化物流管理，在封底常會印有ISBN、條碼及價格。

## 書皮分類
有硬皮（hardback）和 軟皮（paperback）。但亦有其他形式。
- 硬皮（hardback），泛指書皮厚而硬，大小和書頁不同。書皮的材料，通常是用再造紙壓制而成，外頭包以其他紙，用以修飾。而因硬皮的關係，書面與書脊之間有一條坑，方便打開。硬皮多數用在大型書或經典上，例如字典、詞典、聖經、孫子兵法。
- 軟皮（paperback），泛指書皮溥而軟，大小和書頁一樣。書皮的材料五花八門。現今的軟皮書，通常都帶點膠質，以加強保護。

有時，於書皮外，還會加上另一書皮，包裹全書。一些書籍還會加上書腰，印有宣傳圖文。